# 龙门之战
龙门之战，隋炀帝大业十一年（615年）四月，在隋末民变中，隋朝卫尉少卿李渊率军于龙门（今山西河津西北黄河岸）城下击败毋端儿的作战。
隋末反暴政民变的高潮中，河东郡（郡治蒲板，今山西永济西）人毋端儿聚众起兵。隋炀帝杨广以卫尉少卿李渊为山西、河东安抚大使，承制黜陟选补郡县文武官，率军进剿。行至龙门城下，被毋端儿率军数千人攻击。李渊与随从十余骑发箭矢七十支，全部命中，毋端儿军溃散而逃。